# Egidijus Kavaliauskas
Egidijus „Egis“ Kavaliauskas (* 29. Juni 1988 in Kaunas, Litauische SSR) ist ein litauischer Profiboxer im Weltergewicht. 
Als Amateur war er unter anderem Teilnehmer der Olympischen Spiele 2008 und 2012.

## Persönliches
Egidijus Kavaliauskas wurde als Sohn einer Kindergärtnerin sowie eines Sicherheitsdienstmitarbeiters geboren und hat eine Schwester. Er übte seit seinem siebenten Lebensjahr Kampfsport aus und wechselte mit 13 Jahren zum Boxen. Seit 2016 ist er mit seiner Frau Vitalija verheiratet und lebt in Oxnard, Kalifornien. Kavaliauskas spricht fließend Litauisch, Russisch und Englisch.

## Amateurkarriere
Egidijus Kavaliauskas bestritt rund 300 Amateurkämpfe. Er gewann jeweils eine Bronzemedaille bei den Kadetten-Europameisterschaften 2004 und 2005. Bei den Weltmeisterschaften 2007 schied er im ersten Kampf gegen Eduard Hambardsumjan aus.
Beim ersten europäischen Olympiaqualifikationsturnier im Februar 2008 gewann er gegen Jussi Koivula, Aslanbek Kosajew und Boris Katalinić, ehe er im Halbfinale gegen Gyula Káté unterlag. Er startete daraufhin noch beim zweiten europäischen Olympiaqualifikationsturnier im April 2008 und erreichte durch Siege gegen Carmine Cirillo, Anatoli Andrejew, Levan Ghvamichava und erneut Boris Katalinić das Finale, wo er zwar gegen John Joyce verlor, sich mit dem zweiten Platz jedoch für die Olympischen Spiele 2008 in Peking qualifizierte. Bei den Olympischen Spielen unterlag er dann im ersten Kampf gegen Alexis Vastine. Im November 2008 nahm er noch an den Europameisterschaften teil und schlug in der Vorrunde Adriani Vastine, ehe er im Achtelfinale erneut gegen Eduard Hambardsumjan ausschied.
Bei den Europameisterschaften 2010 unterlag er im Achtelfinale gegen Balázs Bácskai. Seinen größten Erfolg erzielte er dann mit dem Gewinn einer Bronzemedaille bei den Weltmeisterschaften 2011. Er hatte dabei Maimatti Tusunqiong, Robert Bilík, Roy Sheahan und Fred Evans bezwungen, ehe er im Halbfinale gegen Serik Säpijew unterlegen war. Damit verbunden war die Qualifikation zur Teilnahme an den Olympischen Spielen 2012 in London. Dort schied er diesmal im Achtelfinale gegen Fred Evans aus.
Darüber hinaus war er Litauischer Meister 2008 und 2009 im Halbweltergewicht sowie 2010 und 2011 im Weltergewicht.

### Auswahl internationaler Turnierergebnisse
- Juli 2011: 2. Platz Liventsev Tournament in Weißrussland[13]
- April 2011: 1. Platz Feliks Stamm Tournament in Polen[14]
- April 2010: 3. Platz Feliks Stamm Tournament in Polen[15]
- März 2011: 1. Platz Grand Prix Usti in Tschechien[16]
- Oktober 2010: 1. Platz Amber Gloves Tournament in Russland[17]
- Mai 2010: 1. Platz Algirdas Socikas Tournament in Litauen[18]
- Mai 2009: 3. Platz Algirdas Socikas Tournament in Litauen[19]
- Februar 2009: 2. Platz Chemiepokal in Deutschland[20]
- Oktober 2008: 3. Platz Grand Prix Ostrava in Tschechien[21]
- Januar 2008: 3. Platz Bocskai Tournament in Ungarn[22]
- November 2007: 1. Platz Slovakian Grand Prix in der Slowakei[23]
- September 2007: 3. Platz Grand Prix Ostrava in Tschechien[24]
- Mai 2007: 1. Platz Algirdas Socikas Tournament in Litauen[25]
- Februar 2006: 1. Platz Dan Pozniak Cup in Litauen[26]

## Profikarriere
Egidijus Kavaliauskas steht beim US-Promoter Top Rank unter Vertrag, sein Manager ist der Litauer Egis Klimas. Er boxte bisher ausschließlich in den USA und blieb zwischen März 2013 und Dezember 2019 in 22 Kämpfen ungeschlagen. Im September 2017 gewann er den Nordamerika-Titel der NABF im Weltergewicht gegen Mahonri Montes (Bilanz: 33-6) und verteidigte den Titel jeweils gegen Dawid Awanessjan (23-2), Juan Abreu (21-3), Roberto Arriaza (17-0) und Ray Robinson (24-3). Im Kampf gegen Arriaza wurde er dabei zusätzlich WBO-Intercontinental-Champion.
Am 14. Dezember 2019 verlor er beim Kampf um die WBO-Weltmeisterschaft im Weltergewicht durch TKO in der neunten Runde gegen Terence Crawford (35-0).
Im September 2020 gewann er durch TKO in der achten Runde gegen Mikael Zewski (34-1) und wurde Nordamerika-Meister der NABO und WBC im Weltergewicht. Am 14. August 2021 verlor er durch KO in der achten Runde gegen Vergil Ortiz (17-0).